# Agios Georgios (ö i Sporaderna)
Agios Georgios är en mindre ö i Grekland. Den ligger mellan Skopelos i sydväst och Alonnisos i nordost, i ögruppen Sporaderna och regionen Thessalien, i den östra delen av landet, 130 km norr om huvudstaden Aten. Arean är 0,56 kvadratkilometer.